# Michał Głowiński

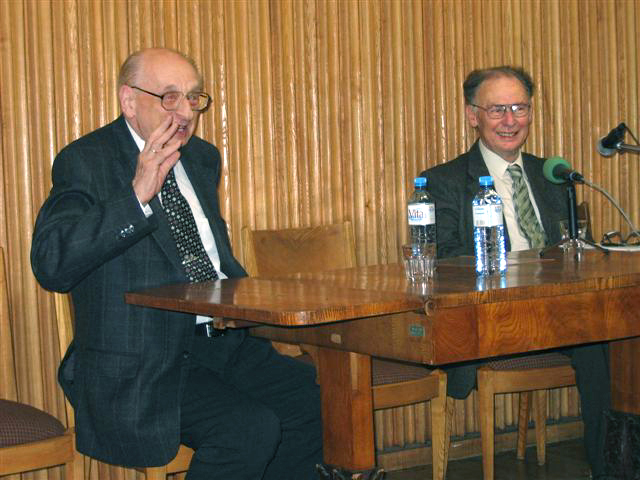
Michał Głowiński (rechts) mit Władysław Bartoszewski (2006)

Michał Głowiński (* 4. November 1934 in Pruszków; † 29. September 2023 in Warschau) war ein polnischer Literaturwissenschaftler.

## Leben
Michał Głowiński wurde in einem Warschauer Vorort in einer Familie assimilierter Juden geboren.
Nach der deutschen Eroberung Polens wurde seine Familie in einem von den Deutschen eingerichteten Ghetto in Pruszków inhaftiert. Von dort wurden sie in das Warschauer Ghetto überstellt. Als 1942 die Transporte in das Vernichtungslager Treblinka begannen, entkamen sie mit Hilfe eines Angehörigen der jüdischen Ghetto-Polizei der Selektion. Im Januar 1943 organisierten sie ihre Flucht aus dem Ghetto und lebten zunächst unter falscher Identität in Warschau. Głowińskis Vater wurde zur Zwangsarbeit ins Deutsche Reich rekrutiert. Auch seine Mutter musste sich von ihm trennen, um ihn nicht zu gefährden, und musste ihn verleugnen. Er wurde in Ostpolen in Turkowice, Woiwodschaft Lublin in einem Waisenhaus bei katholischen Nonnen in Sicherheit gebracht. Głowiński wurde dort getauft, auch seine Eltern überlebten den Holocaust.
Głowiński studierte polnische Philologie an der Universität Warschau und schloss das Studium 1955 ab. Ab 1958 bis 2004 arbeitete er am Institut für Literaturforschung der Polnischen Akademie der Wissenschaften und wurde dort Professor. Von 1963 bis 1983 war er Mitglied der Polnischen Schriftstellervereinigung (ZLP). Im Sommer 1980 unterstützte er den Streikaufruf der Solidarność.
Głowiński verfasste eine Anzahl literaturtheoretischer Untersuchungen und schrieb als Literaturkritiker Beiträge u. a. in den Zeitschriften Życie Literackie, Twórczość, Krytyka und Kulturze Niezależnej. In Czarne sezony (1998) beschreibt er (autobiografisch) das Leben eines Kindes in der Zeit der deutschen Besetzung Polens und der Ermordung der europäischen Juden.
Głowiński war Mitglied der Polnischen Akademie der Wissenschaften und der Polska Akademia Umiejętności.
Głowiński wurde 2001 der Ehrendoktor der Adam-Mickiewicz-Universität Posen und 2003 der Universität Opole verliehen. 2004 erhielt er den Herder-Preis der Alfred Toepfer Stiftung F. V. S. 2007 erhielt er die Gloria-Artis-Medaille für kulturelle Verdienste, 2013 wurde ihm das Offizierskreuz des Ordens Polonia Restituta verliehen.
Michał Głowiński starb im September 2023 im Alter von 88 Jahren.

## Schriften (Auswahl)
- Poetyka Tuwima a polska tradycja literacka (1962)
- Porządek, chaos, znaczenie (1968)
- Powieść młodopolska (1969)
- Gry powieściowe (1973)
- Style odbioru (1977)
- Nowomowa po polsku (1990)
- Mity Przebrane (1990)
  - Mythen in Verkleidung: Dionysos, Narziß, Prometheus, Marchołt, Labyrinth. Aus dem Poln. von Jan Conrad. Frankfurt am Main: Suhrkamp, 2005
- Marcowe gadanie: Komentarze do słów. 1966-1971 (1991)
- Rytuał i demagogia. Trzynaście szkiców o sztuce zdegradowanej (1992)
- Peereliada. Komentarze do słów 1976-1981 (1993)
- Mowa w stanie oblężenia (1996)
- Czarne sezony (1998)
- Końcówka (1999)
- Magdalenka z razowego chleba (2001)
  - Eine Madeleine aus Schwarzbrot,  Aus dem Poln. von Martin Pollack. Frankfurt am Main: Jüdischer Verlag, 2003
- Gombrowicz i nadliteratura (2002)
- Historia jednej topoli (2003)
- Skrzydła i pięta (2004)
- Ironia (2005)
- Kładka nad czasem (2006)
- Monolog wewnętrzny Telimeny i inne szkice (2007)
- Fabuły przerwane: Małe szkice 1998-2007 (2008)
- Kręgi obcości (2010)
- Die Besonderheiten des antisemitischen Diskurses. In: Anna Wolff-Powęska (Hrsg.): Der Holocaust in der polnischen Erinnerungskultur. Lang, Frankfurt am Main 2012